# Seeing and Perceiving
Seeing and Perceiving is een internationaal, aan collegiale toetsing onderworpen wetenschappelijk tijdschrift op het gebied van de
visuele waarneming.
De naam wordt in literatuurverwijzingen meestal afgekort tot Seeing Perceiving.
Het wordt uitgegeven door Koninklijke Brill NV en verschijnt 6 keer per jaar.
Het eerste nummer verscheen in 2010.